# روجيرو ليونكافالو
روجيرو ليونكافالو (بالإيطالية: Ruggero Leoncavallo)‏ ملحن إيطالي، وُلد في نابولي في 23 أبريل عام 1857. كان واحدًا من من الدعاة الرئيسين للواقعية الفنية في الأوبرا كرة فعل مضادة لتيار الرومانسية المسيطر في تلك الفترة. وُلد في نابولي، كان ابنًا لأحد الضباط في الشرطة النابولية، ودرس في المعهد الموسيقى لتلك المدينة حيث التحق بها عندما بلغ التسعة أعوام. درس التلحين مع لاورو روتشي. كان فقيرًا وكانت حياته حافلة بالأحداث. بدأ بكتابة الأوبرا منذ عام 1876، حين كتب عمله الأول تشاترتون بعد دراسة موسيقية باهرة، لكنه في الوقت نفسه كان منكبًا على دراسة الأدب جامعًا بذلك بين اللغة والموسيقى. في البداية فشل في تقديم تشاترتون وغاص في يأس مما جعله يكسب رزقه من عزف البيانو في المقاهي ومن إعطاء دروس في العزف في مدن عدة. وقد قاده ذلك إلى مصر حيث عاش لفترة بدءًا من عام 1882.
بعد تلك البدايات الصعبة التقى ليونكافالو ناشرًا شجعه على كتابة أوبرا ثانية فوضع آل مديتشي التي أرادها أن تكون حلقة في ثلاثية عن عصر النهضة الإيطالية. لكن الناشر رفض هذا العمل مشجعًا إياه على كتابة نص مانون ليسكو لكي يلحنه بوتشيني الذي لم يقبل العمل بعد ذلك. وأصيب باليأس مجددًا حتى عام 1890. حتى اكتشف أوبرا كافالييرا روستيكا للمؤلف الإيطالى بيترو ماسكاجني، التي تأثر بها وأعجب بواقعيتها، ورأى أنه أخيرًا قد وجد ضالته في باياس، التي أشتقها من حادث قتل وغيرة. عندما عرضت باياس، كانت قد حققت على الفور نجاحًا كبيرًا في ميلانو، والتي لا تزال تعتبر حتى اليوم من أشهر الأعمال الأوبرالية الإيطالية، وتكاد وحدها تحمل إلى الآفاق شهرة مؤلفها. وقد شجعه هذا النجاح على استعادة مشروعه القديم بتقديم آل مديتشي، إلا أنها فشلت مجددًا، فتخلى نهائيًا عن مشروع الثلاثية. وفشلت أوبرا البوهيمية، التي أعتقد أنها يمكنها منافسة أعمال جاكومو بوتشيني، إلا ان هذا الأمر قد لاقى فشلًا. وفي عام 1900، عاد بأوبرا زازا، التي حققت نجاحًا كبيرًا. قام إنريكو كاروسو بغناء واحدة من أغانيه فعوّض عليه بنجاح كبير مكّنه من أن يقوم بجولة ناجحة في الولايات المتحدة ووضع بعد ذلك عملين كبيرين ناجحين هما شباب فيغارو ومالبروك، ما جعله ناجحًا وشهيرًا آخر أيامه وحتى وفاته في إيطاليا في 9 أغسطس عام 1919.

## أعماله
- باياس عام 1892
- آل مديتشي عام 1893
- تشاترتون عام 1896
- البوهيمية عام 1879
- زازا عام 1900

## روابط خارجية
- روجيرو ليونكافالو على موقع IMDb (الإنجليزية)
- روجيرو ليونكافالو على موقع الموسوعة البريطانية (الإنجليزية)
- روجيرو ليونكافالو على موقع ألو سيني (الفرنسية)
- روجيرو ليونكافالو على موقع ميوزك برينز (الإنجليزية)
- روجيرو ليونكافالو على موقع أول موفي (الإنجليزية)
- روجيرو ليونكافالو على موقع قاعدة بيانات برودواي على الإنترنت (الإنجليزية)
- روجيرو ليونكافالو على موقع قاعدة بيانات الأفلام السويدية (السويدية)
- روجيرو ليونكافالو على موقع إن إن دي بي (الإنجليزية)
- روجيرو ليونكافالو على موقع أول ميوزيك (الإنجليزية)
- روجيرو ليونكافالو على موقع ديسكوغز (الإنجليزية)